# Trieste
Trieste (forma oficial italiana; en vènet, Trieste; localment Tarieste; en alemany, antigament oficial, Triest; eslovè, Trst; furlà, Triest) és una ciutat situada al nord d'Itàlia, als marges de la mar Adriàtica i gairebé a la frontera amb Eslovènia. Té 204.935 habitants i gaudeix d'un clima suau i assolellat. És la capital de la província de Trieste, a la regió amb estatut especial del Friül-Venècia Júlia. Limita amb els municipis de Duino-Aurisina (Devin Nabrežina), Hrpelje Kozina, Monrupino (Repentabor), Muggia, San Dorligo della Valle (Dolina), Sezana i Sgonico (Zgonik).

## Història
Originàriament va ser un assentament il·liri fins als segles IX i X aC, en què entraren en contacte amb els vènets, els quals li donaren el nom de Tergeste (terg significa 'mercat' i -este és típic dels topònims vènets). Després, la ciutat va ser capturada pels carns, poc abans de la conquesta per part de l'Imperi Romà al 177 aC durant la Guerra d'Ístria. Entre el 52 i el 46 aC li fou donat l'estatus de colònia romana per Juli Cèsar, que menciona Tergeste al seu De Bello Gallico (51 aC).
Ha mantingut sempre llaços amb la cultura italiana, malgrat haver estat sota poder de l'Àustria de la Dinastia dels Habsburg des del 1382 com a recompensa per la seva participació en la Guerra de Chioggia fins a la caiguda de l'Imperi Austrohongarès després de la Primera Guerra Mundial (tractat de Saint-Germain-en-Laye, 1919), del qual era el seu principal port marítim.
Durant l'existència de les Províncies Il·líriques (1809-1815), Trieste va ser la capital del departament francès de Trieste i després de la Intendència d'Ístria.
El 1920, després de la Primera Guerra Mundial, va integrar-se al Regne d'Itàlia.
El 1945 va ser atacada per partisans iugoslaus.
Entre 1947 i 1954 va ser un territori administrat conjuntament pels britànics i els nord-americans, fins que el 1954 va reincorporar-se a la república italiana.

## Composició etnolingüística
La llengua autòctona en fou històricament el furlà. A causa de l'ús del vènet com a llengua franca dels ports de l'Adriàtic, a cavall dels segles xviii i xix l'antiga variant furlana de la ciutat, el tergestí, fou progressivament substituït pel nou dialecte vènet que encara es parla a la ciutat, el triestí.
Històricament, hi era forta la presència de la minoria d'alemanys i eslovens. En l'actualitat, al costat d'una població que, a títol oficial, és majoritàriament italiana, així com de la minoria eslovena (5%), també hi ha una petita comunitat grega i alemanya i presència de croats, serbis, albanesos i xinesos. Emperò, caldria escatir quin percentatge dels que es declaren italòfons són pròpiament bilingües en vènet i italià, atès que l'estat italià no reconeix el vènet com a llengua independent, i el considera oficialment un dialecte de la llengua italiana.

## Geografia
La ciutat està situada al golf de Trieste, entre la part més septentrional de la mar Adriàtica i l'altiplà del Carso. Ben a prop, al sud, es troba la península d'Ístria, on fa de frontera el riu Ospo.

### Clima
El clima de l'àrea de Trieste pertany al grup subtropical humit (Cfa), segons la classificació climàtica de Köppen. Amb moltes influències d'un clima mediterrani, la temperatura mitjana anual està al voltant dels 15 °C durant el període 1971-2000 (OMM). Té una humitat relativament baixa (65%) i malgrat que les temperatures a l'hivern són fredes, rarament neva (entre 0 i 2 dies a l'any de mitjana).
| Mesos                        | gen  | feb  | mar  | abr  | mai  | jun  | jul  | ago  | set   | oct   | nov   | des  | Anual  |
| Temperatures mitjanes (ºС)   | 3,5  | 4,6  | 8,3  | 12,3 | 17,2 | 20,2 | 23,4 | 22,8 | 19,7  | 14,9  | 8,5   | 5,2  | 13,5   |
| Precipitacions mitjanes (mm) | 62,9 | 56,7 | 70,9 | 78,4 | 87,6 | 99,3 | 75,9 | 88,9 | 109,5 | 124,3 | 106,0 | 81,6 | 1041,9 |
| ---------------------------- | ---- | ---- | ---- | ---- | ---- | ---- | ---- | ---- | ----- | ----- | ----- | ---- | ------ |

### Districtes
Trieste està dividida administrativament en set districtes:
1. Altipiano Ovest: Borgo San Nazario · Contovello (Kontovel) · Prosecco (Prosek) · Santa Croce (Križ)
2. Altipiano Est: Banne (Bani) · Basovizza (Bazovica) · Gropada (Gropada) · Opicina (Opčine) · Padriciano (Padriče) · Trebiciano (Trebče)
3. Barcola (Barkovlje) · Cologna (Kolonja) · Conconello (Ferlugi) · Gretta (Greta) · Grignano (Grljan) · Guardiella (Verdelj) · Miramare · Roiano (Rojan) · Scorcola (Škorklja)
4. Barriera Nuova · Borgo Giuseppino · Borgo Teresiano · Città Nuova · Città Vecchia · San Vito · San Giusto · Campi Elisi · Sant'Andrea · Cavana
5. Barriera Vecchia (Stara Mitnica) · San Giacomo (Sveti Jakob) · Santa Maria Maddalena Superiore (Sveta Marija Magdalena Zgornja)
6. Cattinara (Katinara) · Chiadino (Kadinj) · San Luigi · Guardiella (Verdelj) · Longera (Lonjer) · San Giovanni (Sveti Ivan)· Rozzol (Rocol) · Melara
7. Chiarbola (Čarbola) · Coloncovez (Kolonkovec) · Santa Maria Maddalena Inferiore (Spodnja Sveta Marija Magdalena) - Raute · Santa Maria Maddalena Superiore (Zgornja Sveta Marija Magdalena) · Servola (Škedenj) · Poggi Paese · Poggi Sant'Anna (Sveta Ana)· Valmaura · Altura · Borgo San Sergio

## Trieste en la literatura
A aquesta ciutat, enclavada al punt més al nord de la mar Mediterrània, lloc convertit el 1719, per voluntat de l'emperador Carles VI d'Àustria, en la via adriàtica de les mercaderies alemanyes en trànsit cap a l'imperi, es deuen una sèrie d'atributs contradictoris, el de ser punt de coexistència d'italians i austríacs, urbs llatina i camp eslau, lloc de riquesa a uns quants quilòmetres de la terra més pobra.
El 1912, Rilke, buscant un lloc propici per a la seva inspiració, després de recórrer els llocs de millor clima i major bellesa a Europa, es va convertir en hoste de la princesa de Thurn und Taxis, al castell de Duino, a Trieste, i el 1912 va escriure a la princesa Katerina Kippenberg tot dient-li: 
«És com si el vell castell escarpat estigués de nou en mans dels austríacs un dia i, un altre, dels italians».
Aquesta successió de contrastos va ser captada per Stendhal, el qual va descriure la bora i el xaloc en aquests termes: 
«Bufa la bora dues vegades per setmana i el gran vent (xaloc) cinc vegades. L'anomeno gran vent quan un està constantment ocupat a subjectar-se el barret, i bora quan un tem trencar-se un braç. L'altre dia vaig ser arrossegat quatre passos pel vent. I l'any passat, un home prudent, que es trobava a la vora d'aquesta ciutat tan petita, pernoctà en un alberg per no atrevir-se a tornar a la seva casa de por de la bora. Jo podria burlar-me d'aquest vent amb la mateixa valentia que vaig mostrar contra els lladres a Catalunya, però passa, senyor, que em produeix reumatisme a les entranyes...».
En l'actualitat, Claudio Magris (nascut a Trieste) és un dels referents de la literatura italiana contemporània. Una de les seves obres més emblemàtiques, Microcosmos, repassa els llocs que, segons l'autor, millor defineixen l'esperit d'aquesta ciutat de tradicions tan diverses.
Trieste ha estat important també en la literatura alemanya, amb autors com Veit Heinichen, Theodor Däubler, Julius Kugy, i en l'eslovena, amb Alojz Rebula i Boris Pahor.

## Administració
| Període   | Identitat        | Partit                       |
| --------- | ---------------- | ---------------------------- |
| 1992-1993 | Giulio Staffieri | Llista per Trieste           |
| 1993-2001 | Riccardo Illy    | Centreesquerra               |
| 2001-2011 | Roberto Dipiazza | Llista Dipiazza-Forza Italia |
| 2011-     | Roberto Cosolini | Partit Democràtic            |

## Llocs d'interès
- Teatre romà de Trieste.
- Teatre Verdi.
- Castell de Miramar.
- Arco di Riccardo.

## Personatges il·lustres
| - Italo Svevo (Aron Hector Schmitz) (1861 - 1928): escriptor austrohongarès en italià. - Virgilio Giotti (1885 - 1957), poeta. - Scipio Slataper (1888 - 1915), escriptor. - Ugo Morin (1901-1968), matemàtic italià - Athos Cozzi (1909-1989), il·lustrador. - Bruno Bjelinski (1909-1992) compositor musical. - Vladimir Bartol, escriptor eslovè. - Claudio Magris, escriptor. - Cesare Maldini, futbolista. - Boris Pahor, escriptor eslovè. - Luca Turilli: músic italià. - Alex Staropoli: músic italià. - Bianca Maria Piccinino: periodista i presentadora italiana. - Alessandro Lotta: músic italià. - Giacomo Luigi Ciamician: fotoquímic italià. - Rodolfo Ranni: actor italià, nacionalitzat argentí. - Giobatta De Franceschi Treu: pintor italià. | - Dimitri Macridimas (1900 - 1956), compositor de música d'origen grec. - James Joyce: escriptor irlandès. Els seus dos fills van néixer a la ciutat. - Rainer Maria Rilke: poeta austrohongarès. |

## Galeria d'imatges

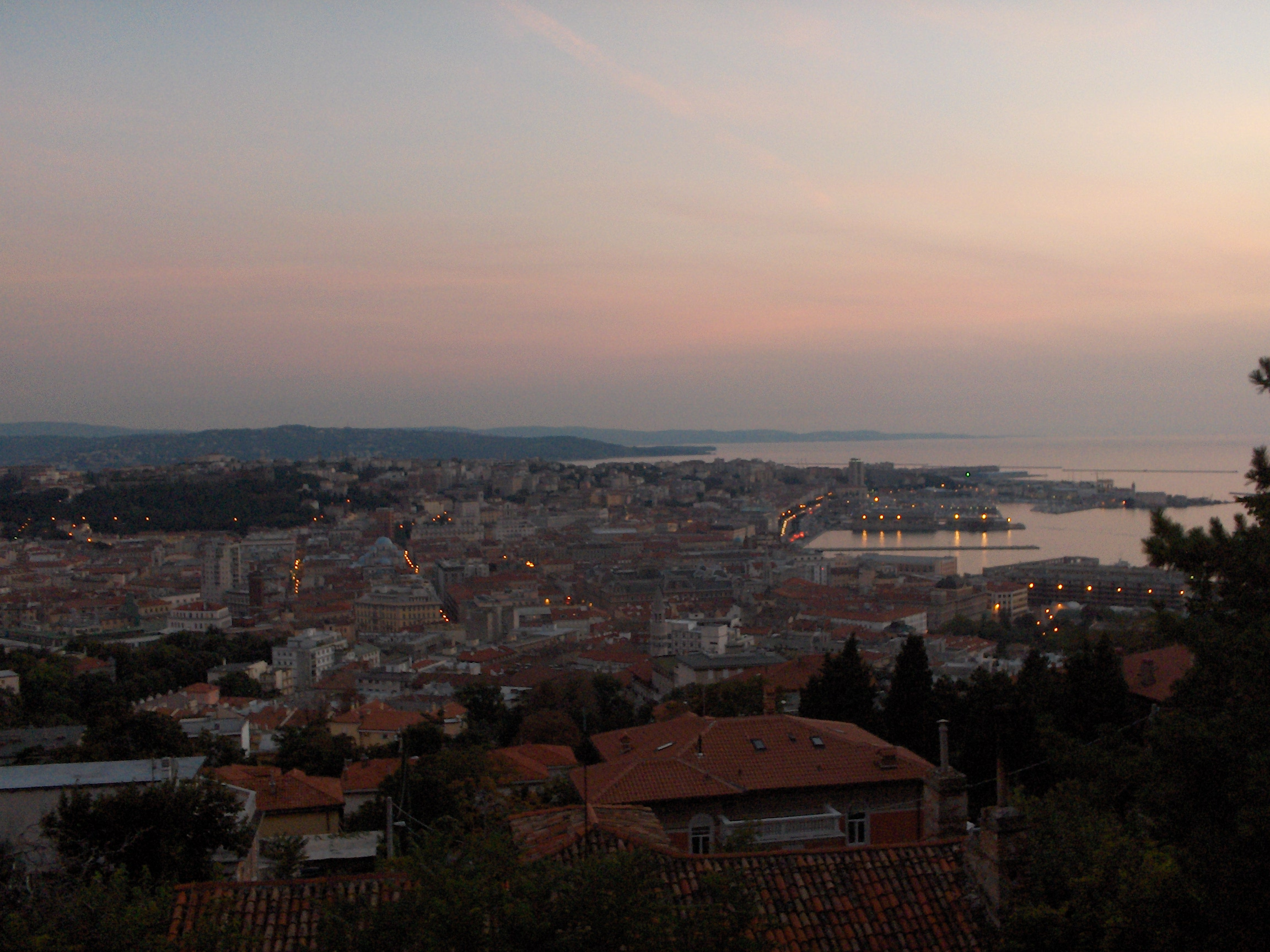
Vista del centre de la ciutat.
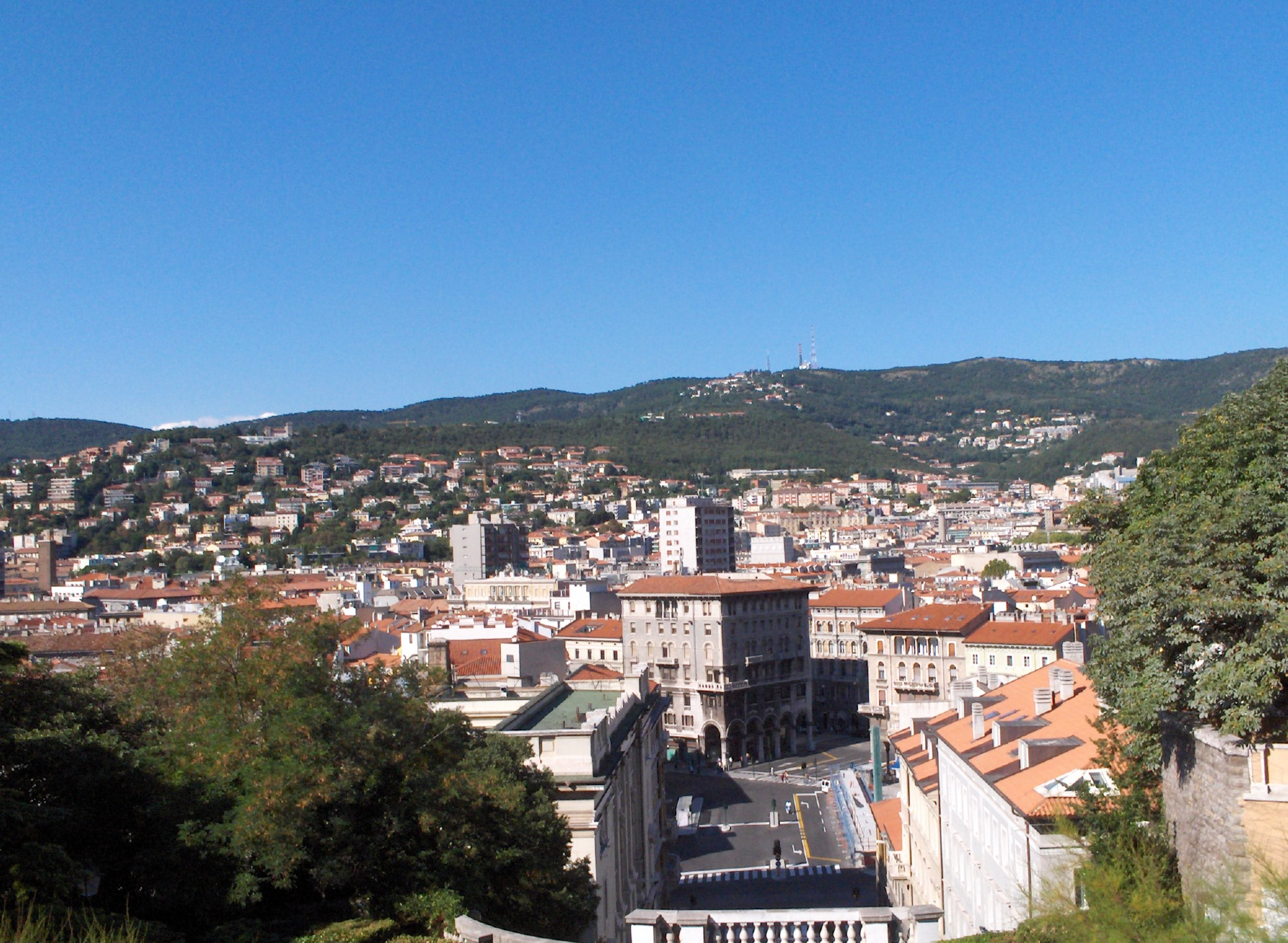
Centre de la ciutat.
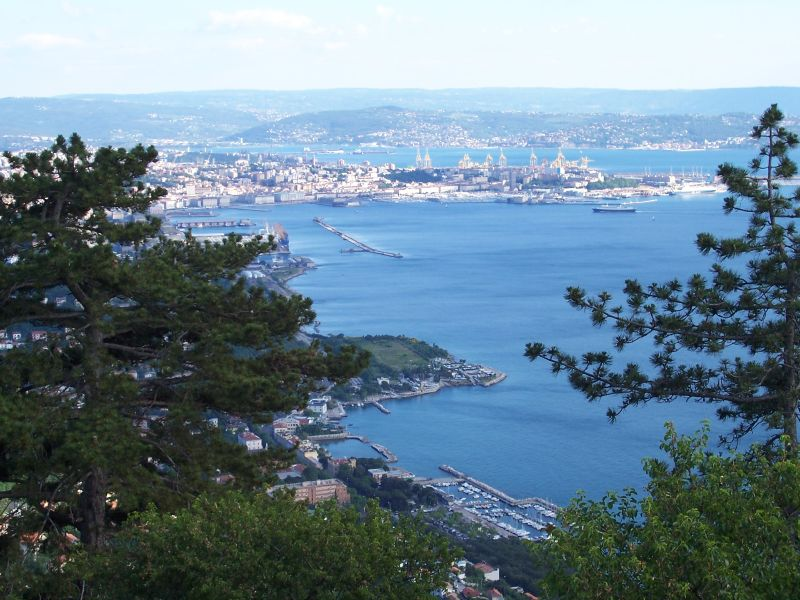
Vista des de la muntanya Grisa.
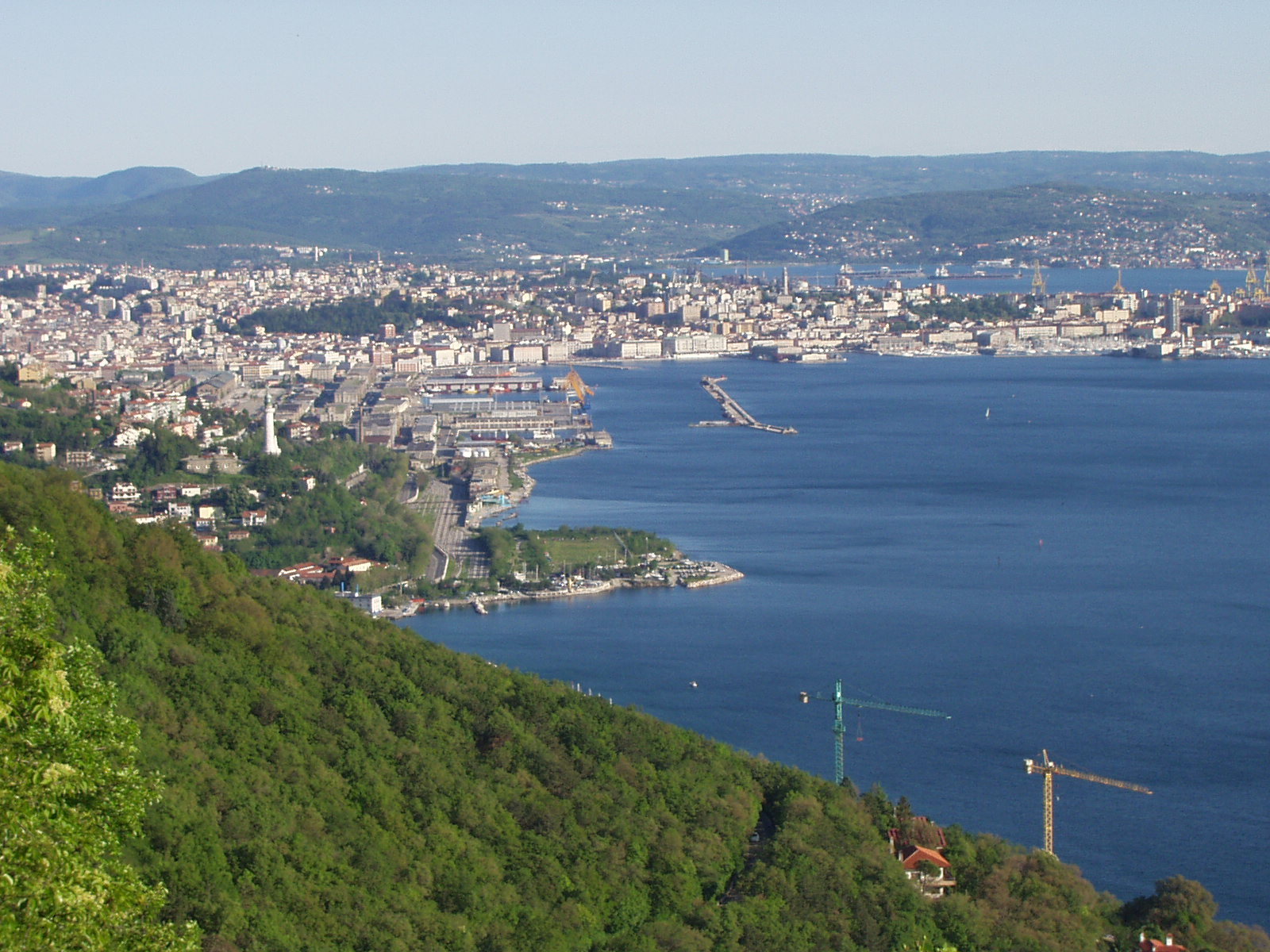
Vista de la ciutat.